# Joan Martí Lladó
Joan Martí Lladó fou l'últim alcalde de Sant Boi de Llobregat del règim franquista, ocupant el càrrec entre 1977 i 1979, quan va ser succeït pel primer alcalde democràtic, el socialista Xavier Vila.
L'any 2008, l'ajuntament santboià va concedir a Martí el títol de Fill predilecte de Sant Boi amb els vots a favor del PSC, CiU i C's, l'abstenció d'ERC i PPC, i el vot en contra d'ICV. El vot en contra dels eco-socialistes va ser argumentat exposant que consideraven aquest nomenament com una "burla a la memòria històrica", ja que Martí "mai ha fet una revisió mínimament crítica de la seva col·laboració amb el règim franquista". La proposta de distinció l'havia realitzat una plataforma, formada per més de 50 entitats i ciutadans, defensant la trajectòria política i social de l'ex-alcalde del municipi del Baix Llobregat.